# Orthoprionospio cirriformia
Orthoprionospio cirriformia är en ringmaskart som beskrevs av Blake och Kudenov 1978. Orthoprionospio cirriformia ingår i släktet Orthoprionospio och familjen Spionidae. Inga underarter finns listade i Catalogue of Life.